# 806
Évszázadok: 8. század – 9. század – 10. század
Évtizedek: 750-es évek – 760-as évek – 770-es évek – 780-as évek – 790-es évek – 800-as évek – 810-es évek – 820-as évek – 830-as évek – 840-es évek – 850-es évek
Évek: 801 – 802 – 803 – 804 –  805 – 806 – 807 – 808 – 809 – 810 – 811

## Események

### Európa
- Nagy Károly frank császár döntést hoz három fia örökösödéséről (Divisio Regnorum). Ifjabb Károly kapja majd birodalma középső és nyugati részét (Észak-Franciaország, Szászország, Alemannia egy része), Pippiné Itália mellett Bajorország és Alemannia nagyobbik fele, Lajosé pedig Aquitánia mellett Septimania, Provence és Burgundia egy darabja.
- Ifjabb Lajos folytatja hadjáratát a csehországi szlávok ellen és megöli a szorbok fejedelmét, Miliduhot.
- Ibériában a frankok elfoglalják Pamplonát.
- A Córdobai Emirátusban a nemesség összeesküvést sző al-Hakam emír megdöntésére. Tervük kiderül, az emír rátör a lakomázó összeesküvőkre és 70 főnemest, valamint ötezer szolgájukat mészároltat le vagy feszíttet keresztre.
- Meghal III. Grimoald beneventói herceg. Utóda IV. Grimoald.
- Northumbriában II. Ælfwald megdönti Eardwulf király hatalmát, aki Nagy Károlyhoz menekül.
- Meghal Tarasziosz konstantinápolyi pátriárka. Helyére Niképhorosz császár nyomására a hasonló nevű jelöltjét választják meg, aki még pappá sincs szentelve.

### Abbászida Kalifátus
- Az előző évi bizánci támadást megtorolva Hárún ar-Rásíd kalifa hatalmas, 135 ezres sereggel betör Anatóliába. Több kisebb város mellett egy hónapos ostrommal elfoglalja és elpusztítja a megerődített Herakleia Kübisztra városát, lakosait pedig elhurcolja rabszolgának. Eközben tengernagya, Humajd ibn Majúf al-Hadzsúrí Ciprust dúlja végig és 16 ezer rabszolgát szed össze.
- Niképhorosz bizánci császár békét kér és hajlandó évi 30 ezer arany adót fizetni. A kalifa az év végén visszavonul Szíriába.
- Hárún ar-Rásíd IV. Asot Bagratuni személyében több évtized után ismét fejedelmet állít Örményország élére.
- Szamarkandban felkelés tör ki a túl magas adókat szedő Ali ibn Íszá ibn Máhán kormányzó ellen, amely hamarosan kiterjed egész Horászán tartományra.

### Japán
- 25 évnyi uralkodás után 70 éves korában meghal Kanmu császár. Utódja legidősebb fia, Heizei.

## Születések
- Hincmar, reimsi érsek

## Halálozások
- február 5. – Kanmu, japán császár
- február 11. – Tang Sun-cung, kínai császár
- február 25. – Tarasziosz, konstantinápolyi pátriárka
- III. Grimoald, beneventói herceg

## Fordítás
- Ez a szócikk részben vagy egészben  a(z)   806 című angol Wikipédia-szócikk ezen változatának fordításán alapul.  Az eredeti cikk szerkesztőit annak laptörténete sorolja fel. Ez a jelzés csupán a megfogalmazás eredetét és a szerzői jogokat jelzi, nem szolgál a cikkben szereplő információk forrásmegjelöléseként.